# Корецький район
Ко́рецький райо́н — колишня адміністративно-територіальна одиниця, розташована у південно-східній частині Рівненської області України. Адміністративний центр — м. Корець.

## Географія
Межує на сході — з Новоград-Волинським районом Житомирської області, на півдні — зі Славутським районом Хмельницької області, на заході — з Гощанським, на півночі — з Березнівським районами Рівненської області.
Площа — 720 км², протяжність з півночі на південь — 25 км, зі сходу на захід — 32 км. Адміністративний центр — місто Корець, яке відоме з 1150 р. як Корчеськ. Населених пунктів — 50, в тому числі міст — 1, сіл — 49. Основна водойма — річка Корчик.
Лісовий фонд становить 10,4 тис. га. Природно-ресурсний потенціал: поклади каоліну, гончарна глина, будівельний камінь та пісок, запаси мінеральних радонових вод.

## Адміністративно-територіальний устрій
- Корецька районна рада
- Корецька міська рада
- Бриківська сільська рада
- Великоклецьківська сільська рада
- Великомежиріцька сільська рада
- Веснянська сільська рада
- Гвіздівська сільська рада
- Головницька сільська рада
- Даничівська сільська рада
- Жадківська сільська рада
- Залізницька сільська рада
- Іванівська сільська рада
- Коловертівська сільська рада
- Користівська сільська рада
- Крилівська сільська рада
- Морозівська сільська рада
- Невірківська сільська рада
- Новокорецька сільська рада
- Річецька сільська рада
- Самострілівська сільська рада
- Сапожинська сільська рада
- Світанівська сільська рада
- Стовпинська сільська рада
- Сторожівська сільська рада
- Устянська сільська рада
- Харалузька сільська рада
- Щекичинська сільська рада

## Історія
Указом Президії Верховної Ради Української РСР від 17 січня 1940 року в Ровенській області утворюються 30 районів, серед них — Корецький з м. Корець і ґміни Корець Ровенського повіту.
За даними районного відділу МДБ станом на квітень 1948 року з району було виселено 79 родин «бандпособників» і націоналістів. У 1950 році почалася нова кампанія з виключення з колгоспів «бандпособницьких» родин, станом на 20 червня 1950 року в Корецькому районі було виключено 36 родин (такі виключені родини надалі підлягали виселенню за межі УРСР).

## Економіка
У промисловому комплексі району діє 7 промислових підприємств різної форми власності: ДП АТЗТ «Фаворит», КВТП «Радон», Великомежиріцький плодоовочевий консервно-сушильний завод, СП «Корецький хлібокомбінат», Корецький комбікормовий завод, ТОВ «Віта» (виробництво цукру-піску, хлібобулочних, кондитерських, ковбасних виробів), ПП «Богданівський цегельний завод».
Провідне місце в економіці району займає сільське господарство. В агропромисловий комплекс району входять 50 підприємств, у тому числі:
- 9 сільськогосподарських товариств
- 8 сільськогосподарських виробничих кооперативів.
- 7 приватних сільськогосподарських підприємств.
- 2 державні сільськогосподарські підприємства.
- 24 фермерські господарства.

Основні напрями розвитку:
- виробництво продукції тваринництва,
- вирощування зернових культур,
- цукрових буряків,
- кукурудзи,
- кормів.

Житлово-комунальне господарство району представлено КП «Корецьжитлокомунсервіс» на обслуговуванні якого перебуває 37 житлових будинків, 12,4 км водопровідних мереж, 5,0 км каналізаційних мереж, 2 насосні станції, 1 очисна споруда та 2 свердловини.
Транспортне обслуговування району здійснюється автомобільним транспортом.
Послуги електрозв'язку надаються цехом електрозв'язку № 2 Гощанського центру № 1 Рівненської філії «Укртелеком» та центром обслуговування споживачів.
У сфері торговельного обслуговування населення працює 257 підприємств. Функціонує два ринки на 1200 робочих місць.
Банківську систему району представляють безбалансове відділення Ощадбанку, РОФ АППБ «Аваль» та Рівненська філія ЗАТ КБ «ПриватБанк».

## Транспорт
Районом проходить автошлях E40М06.

## Населення
Розподіл населення за віком та статтю (2001):
| Стать | Всього | До 15 років | 15-24 | 25-44 | 45-64 | 65-85 | Понад 85 |
| --- | ------ | ----------- | ----- | ----- | ----- | ----- | -------- |
| Чоловіки | 18 092 | 3890        | 2535  | 5320  | 3820  | 2402  | 125      |
| Жінки | 21 236 | 3810        | 2598  | 4981  | 4684  | 4813  | 350      |
| \| Статево-вікова піраміда \| Статево-вікова піраміда \| Статево-вікова піраміда \| \| ----------------------- \| ----------------------- \| ----------------------- \| \| Чоловіки \| Вік \| Жінки \| \| 125 \| 85 + \| 350 \| \| 185 \| 80-84 \| 543 \| \| 394 \| 75-79 \| 1129 \| \| 831 \| 70-74 \| 1583 \| \| 992 \| 65-69 \| 1558 \| \| 971 \| 60-64 \| 1493 \| \| 617 \| 55-59 \| 891 \| \| 1091 \| 50-54 \| 1184 \| \| 1141 \| 45-49 \| 1116 \| \| 1391 \| 40-44 \| 1414 \| \| 1232 \| 35-39 \| 1180 \| \| 1292 \| 30-34 \| 1126 \| \| 1405 \| 25-29 \| 1261 \| \| 1254 \| 20-24 \| 1289 \| \| 1281 \| 15-20 \| 1309 \| \| 1482 \| 10-14 \| 1418 \| \| 1308 \| 5-9 \| 1322 \| \| 1100 \| 0-4 \| 1070 \| |        |             |       |       |       |       |          |
| Статево-вікова піраміда |        |             |       |       |       |       |          |
| Чоловіки | Вік    | Жінки       |       |       |       |       |          |
| 125 | 85 +   | 350         |       |       |       |       |          |
| 185 | 80-84  | 543         |       |       |       |       |          |
| 394 | 75-79  | 1129        |       |       |       |       |          |
| 831 | 70-74  | 1583        |       |       |       |       |          |
| 992 | 65-69  | 1558        |       |       |       |       |          |
| 971 | 60-64  | 1493        |       |       |       |       |          |
| 617 | 55-59  | 891         |       |       |       |       |          |
| 1091 | 50-54  | 1184        |       |       |       |       |          |
| 1141 | 45-49  | 1116        |       |       |       |       |          |
| 1391 | 40-44  | 1414        |       |       |       |       |          |
| 1232 | 35-39  | 1180        |       |       |       |       |          |
| 1292 | 30-34  | 1126        |       |       |       |       |          |
| 1405 | 25-29  | 1261        |       |       |       |       |          |
| 1254 | 20-24  | 1289        |       |       |       |       |          |
| 1281 | 15-20  | 1309        |       |       |       |       |          |
| 1482 | 10-14  | 1418        |       |       |       |       |          |
| 1308 | 5-9    | 1322        |       |       |       |       |          |
| 1100 | 0-4    | 1070        |       |       |       |       |          |

Населення району становить 36,3 тис. чол., з них 7,9 тис. міського і 28,4 сільського населення. В усіх сферах економічної діяльності зайнято близько 5 тисяч чоловік.

## Політика
У районі зареєстровані 62 політичні партії та 36 громадських організацій.
25 травня 2014 року відбулися Президентські вибори України. У межах Корецького району були створені 43 виборчі дільниці. Явка на виборах складала — 69,93 % (проголосували 18 814 із 26 903 виборців). Найбільшу кількість голосів отримав Петро Порошенко — 56,37 % (10 605 виборців); Юлія Тимошенко — 16,85 % (3 170 виборців), Олег Ляшко — 13,60 % (2 558 виборців), Анатолій Гриценко — 3,50 % (659 виборців). Решта кандидатів набрали меншу кількість голосів. Кількість недійсних або зіпсованих бюлетенів — 1,14 %.

## Соціальна сфера
У системі соціального захисту населення функціонує координаційний територіальний центр соціального обслуговування малозахищених верств населення та 5 сільських соціальних центрів.
У галузі фізкультури і спорту в районі функціонують 19 спортивних залів, 117 спортивних майданчиків та 16 футбольних полів, створено 6 спортивних клубів та фізкультурно—спортивний клуб для інвалідів «Надія».
Освіта району представлена:
- Корецьким НВК «школа-ліцей» (математичний і гуманітарний профілі) та Великомежиріцьким НВК «школа—гімназія»
- 41 загальноосвітніми школами,
- вищим професійним училищем.

Мережа лікувально-профілактичних закладів району складається з:
- центральної районної лікарні,
- Великомежиріцької номерної лікарні,
- стоматологічної поліклініки,
- санаторію «Корець» та обласної фізіотерапевтичної лікарні,
- 5 лікарських амбулаторій,
- 36 фельдшерсько-акушерських пунктів, У галузі культури діють:
- 11 будинків культури,
- 25 клубів,
- будинок школяра,
- школа мистецтв,
- 32 бібліотеки,
- історичний музей.

## Релігія
Діє 53 релігійні громади, в тому числі:
- 41 громада Української Православної Церкви,
- 2 релігійні громади Української Православної Церкви Київською патріархату,
- Римо-католицька церква святого Антонія,
- 3 церкви євангельських християн-баптистів,
- 3 — християн віри євангельської (п'ятидесятників),
- 1 незалежна громада Євангельських християн-баптистів,
- 1 — Адвентистів сьомого дня,
- Свято-Троїцький Ставропігійний жіночий монастир Української православної церкви.

## Пам'ятки
У Корецькому районі Рівненської області нараховується 47 пам'яток історії.
На державному обліку знаходиться 74 пам'ятки історії та культури.

## Персоналії
- Поліщук Валентин Михайлович, уродженець села Харалуг — народний умілець, краєзнавець, почесний донор.